# Patrik Fredriksson
Patrik Fredriksson (Växjö, 16 maggio 1973) è un ex tennista svedese.

## Carriera
In carriera ha raggiunto due finali di doppio, al Qatar Open ATP nel 1997, in coppia con Magnus Norman, e al Croatian Indoors nel 1998, in coppia con Fredrik Bergh. Nei tornei del Grande Slam ha ottenuto il suo miglior risultato raggiungendo il secondo turno nel doppio agli US Open nel 1997.

## Statistiche

### Doppio

#### Finali perse (2)
| Numero | Anno            | Torneo                    | Superficie | Compagno      | Avversari in finale         | Punteggio |
| 1.     | 5 gennaio 1997  | Qatar Open ATP, Doha      | Cemento    | Magnus Norman | Jacco Eltingh Paul Haarhuis | 3-6, 2-6  |
| 2.     | 8 febbraio 1998 | Croatian Indoors, Spalato | Sintetico  | Fredrik Bergh | Martin Damm Jiří Novák      | 6-7, 2-6  |